# ラーニア (ヨルダン王妃)
ラーニア・アル＝アブドゥッラー（アラビア語: رانيا العبد الله, ラテン文字転写: Rāniyā al-ʿAbd Allāh / Rania al-Abdullah、1970年8月31日 - ）は、現ヨルダン国王・アブドゥッラー2世の王妃。

## 経歴
クウェートでパレスチナ人医師の娘として生まれる。ニュー・イングリッシュ・スクール 、カイロ・アメリカン大学で経営学を学び、イラクによるクウェート侵攻後にヨルダンに移住。大学を卒業後に1991年からアンマンのシティバンク、エヌ・エイに勤務。ある日、知人のパーティで知り合ったアブドゥッラーと半年間の交際を経て1993年6月10日に結婚。現在、4人の子供（フセイン王子、イーマーン王女、サルマ王女、ハーシム王子）がいる。
その美貌と知性から中東一の才媛を謳われる。社交界の花形であり、国内外での人気が高く人脈も広い。
ビジネスウーマンとしての経歴を生かし、国内に女性のための職業訓練学校を作ったり、児童虐待防止計画を推進したりと社会的弱者の地位向上のために貢献している。2007年よりユニセフ親善大使（Eminent Advocate for Children、著名児童地位向上擁護者）として子供の地位向上のために努めている。2010年には自身の経験を基にした絵本作品「サンドイッチ・スワップ」を出版（日本版は2010年11月27日に発売）、売上は全てヨルダン国内の学校の整備に使われることとなっている。名誉の殺人にも反対を表明している。
一方で、王制を長らく支持してきたベドウィンの有力部族長らは連名で国王に書筒を送り、王妃が政治に介入し、自らの権威と利益のために施設を建設したり、王妃の一族であるヤースィーン家の人間がヨルダン国内の農場や土地を不正に取得し、貧困層が多くいるにもかかわらず、王妃の40歳を祝う誕生パーティーを盛大に行ったことなどを批判した。ヨルダンでは王族に対する批判はタブーである。